# Ochraethes obliquus
Ochraethes obliquus là một loài bọ cánh cứng trong họ Cerambycidae.